# Saint-Mars-Vieux-Maisons
Saint-Mars-Vieux-Maisons település Franciaországban, Seine-et-Marne megyében. Lakosainak száma 248 fő (2022. január 1.). Saint-Mars-Vieux-Maisons Cerneux, Chartronges, Courtacon, La Ferté-Gaucher, Lescherolles, Leudon-en-Brie és Saint-Martin-des-Champs községekkel határos.

## Népesség
A település népessége az elmúlt években az alábbi módon változott:
| Lakosok száma | 271  | 282  | 285  | 283  | 274  | 265  | 256  | 252  | 248  |
|               | 2013 | 2015 | 2016 | 2017 | 2018 | 2019 | 2020 | 2021 | 2022 |